# 尤里烏斯·海因里希 (薩克森-勞恩堡)
尤里烏斯·海因里希（德語：Julius Heinrich，1586年4月9日—1665年11月20日），薩克森-勞恩堡公爵，1656年至1665年在位。

## 家庭
1617年，尤里烏斯·海因里希與東菲士蘭的安娜結婚，兩人沒有子女。 
1628年，尤里烏斯·海因里希與布蘭登堡的伊莉莎白·索菲結婚，兩人的獨子法蘭茲·埃爾德曼於隔年出生。
伊莉莎白·索菲於1629年去世。1632年，尤里烏斯·海因里希與捷克貴族威廉·穆拉齊·洛布科維茨的女兒安娜·瑪格達列娜（Anna Magdaléna）結婚，兩人共有1子1女：
1. 瑪麗亞·貝妮娜（德语：Maria Benigna Franziska von Sachsen-Lauenburg）（1635年—1701年）
2. 尤里烏斯·法蘭茲（1641年—1689年）